# 杜瓦什
杜瓦什（法語：Doische，法語發音：[dwaʃ]）是比利时瓦隆大区那慕爾省菲利普维尔区的一个市镇，东南与法国接壤，通行法语，是比利时法语社群的一部分，面积84.02平方千米，人口2,951人（2018年1月1日）。